# Cierpice (stacja kolejowa)
Cierpice – stacja kolejowa w Cierpicach, w powiecie toruńskim, w województwie kujawsko-pomorskim, w Polsce.

## Historia
W 1861 roku poprowadzono przez Cierpice linię kolejową w Torunia do Bydgoszczy. W 1875 roku wybudowano do dzisiaj istniejący, dworzec kolejowy. 

Od 12 czerwca 2016 roku stacja w ruchu pasażerskim została zastąpiona nowym przystankiem Cierpice Kąkol i zdegradowana do roli stacji technicznej. Pociągi wróciły na stację od 10 grudnia 2023 roku.